# Campo di concentramento di Jastrebarsko
Il campo di concentramento di Jastrebarsko ospitò i bambini serbi deportati da varie aree dello Stato Indipendente di Croazia (in croato: Nezavisna Država Hrvatska, NDH), uno stato fantoccio istituito dall'Asse durante la seconda guerra mondiale.
I bambini furono catturati in seguito ai massacri e alle operazioni di contro-insurrezione condotte dal governo genocida guidato dagli Ustaše, dagli alleati dell'Asse e dagli altri collaborazionisti, unitesi in seguito all'invasione della Jugoslavia e all'istituzione di NDH nell'aprile 1941. Il campo si trovava nella città di Jastrebarsko, a circa 37 chilometri a sud-ovest di Zagabria, capitale di NDH, e operò dal 12 luglio all'ottobre 1942. L'amministrazione del campo fu fornita dalle suore dell'ordine delle Figlie della Carità di San Vincenzo de' Paoli, insieme alle guardie Ustaše.
I bambini arrivarono dagli altri campi all'interno del sistema dei campi degli Ustaše in condizioni emaciate e deboli: in totale morirono 3 336 bambini passati attraverso il campo. Un numero tra 449 e 1 500 bambini morì principalmente per malattia e malnutrizione. 
Un sottocampo fu istituito nella vicina Donja Reka. I partigiani jugoslavi liberarono circa 350 bambini dal campo principale nell'agosto 1942. Nell'ottobre 1942, circa 500 bambini sopravvissuti furono dispersi tra le famiglie locali dal gruppo di aiuto Caritas cattolico; in totale, 1 637 tra ragazzi e ragazze furono accolti dalle famiglie a Jastrebarsko, a Zagabria e nei villaggi circostanti, e altri 113 furono trasferiti a Gradiška.

## Contesto storico
Nell'aprile 1941, la Jugoslavia subì l'invasione nazista guidata dai tedeschi. Mentre l'invasione era ancora in corso, i tedeschi orchestrarono la proclamazione dello Stato Indipendente di Croazia da parte del partito fascista croato-sciovinista Ustaše. Il governo di questo semi- protettorato italo-tedesco attuò immediatamente una "politica selvaggia volta a modellare uno stato ampiamente omogeneo a partire da una popolazione eterogenea".
Secondo lo storico e politologo Sabrina P. Ramet, NDH fu gestito dal regime fantoccio più brutale e sanguinario dell'Europa dominata dall'Asse durante la seconda guerra mondiale, che incitò ai massacri diffusi e gestì i campi di concentramento contro serbi, ebrei, rom e altri cosiddetti "indesiderabili". In particolare, il regime degli Ustaše espulse un gran numero di serbi da NDH, e fu coinvolto in un diffuso omicidio di massa, risultando così, nella conclusione di Ramet, che si trattò di un genocidio sia nell'intento che in termini pratici.
La Chiesa cattolica ebbe una relazione complessa con il governo NDH, in particolare a causa della stretta relazione tra cattolicesimo, nazionalismo croato e politiche storiche croate. Alcuni membri del clero cattolico, in particolare i membri più giovani, furono intolleranti nei confronti dei serbi e della Chiesa ortodossa serba per una serie di motivi, con alcuni sacerdoti cattolici che parteciparono alle conversioni forzate dei serbi ortodossi al cattolicesimo in conformità con la politica degli Ustaše.
Con il Trattato di Roma del 18 maggio 1941, le truppe di occupazione italiane si ritirarono a sud della cosiddetta "Linea di Vienna" che divideva NDH in due sfere di influenza, italiana e tedesca, rioccupando quest'area nell'agosto per proteggere adeguatamente la costa adriatica. Tuttavia, nel giugno 1942, ritirarono di nuovo la maggior parte delle loro truppe da quest'area, concentrandosi solo sulla messa in sicurezza dei grandi centri abitati e delle ferrovie. In questa ritirata furono incluse le truppe italiane che erano a presidio nell'area di Jastrebarsko.

## Origini
La decisione di istituire il campo di Jastrebarsko fu presa a causa del gran numero di bambini serbi che furono arrestati durante i massacri anti-serbi condotti dalle forze NDH dall'aprile 1941. I bambini furono catturati anche durante le operazioni antipartigiane condotte da parte dei tedeschi, di NDH e delle altre forze collaborazioniste tra l'aprile 1941 e il giugno 1942, come nel caso dell'offensiva di Kozara. I loro genitori e fratelli maggiori furono spesso uccisi o mandati nei campi di lavoro sia all'interno di NDH che altrove nell'Europa occupata. Quei bambini che non furono uccisi nei massacri e nelle operazioni di contro-insurrezione furono deportati, poiché i loro villaggi nella maggior parte dei casi erano stati rasi al suolo e non avevano mezzi di sostentamento.
Entro la metà del 1942, oltre 1 000 bambini in precedenza radunati durante l'offensiva di Kozara, furono detenuti nel campo di concentramento di Stara Gradiška, a sua volta un sottocampo del complesso del campo di concentramento di Jasenovac. Le informazioni sulla difficile situazione di questi bambini furono trasmesse ai cittadini preoccupati di Zagabria, uno dei quali fu l'austriaca Diana Budisavljević: si avvicinò a un membro del consiglio della Croce Rossa croata nominato dagli Ustaše, Kamilo Brössler, e gli parlò della situazione dei bambini a Stara Gradiška. Brössler, inorridito e con il sostegno dei rappresentanti del Comitato Internazionale della Croce Rossa, iniziò a fare pressioni sul governo NDH per liberare i bambini. Budisavljević utilizzò anche i suoi contatti con l'esercito tedesco per intervenire con il regime degli Ustaše in favore dei bambini detenuti.
Il governo NDH ebbe l'idea di cercare di rieducare i bambini a diventare qualcosa di simile a una versione Ustascia della Gioventù hitleriana, mettendoli così contro i loro genitori serbi: il regime considerò questo metodo più efficace per esercitare pressioni sul movimento partigiano piuttosto che uccidere direttamente i bambini. Nonostante tutto, il regime NDH non aveva preso accordi per attuare questo piano, quindi il campo per bambini fu istituito in fretta, soprattutto perché ci fu una forte pressione per risolvere la situazione. La propaganda del regime NDH avanzò anche l'idea che i bambini fossero stati liberati dalla schiavitù per mano dei partigiani.

## Istituzione

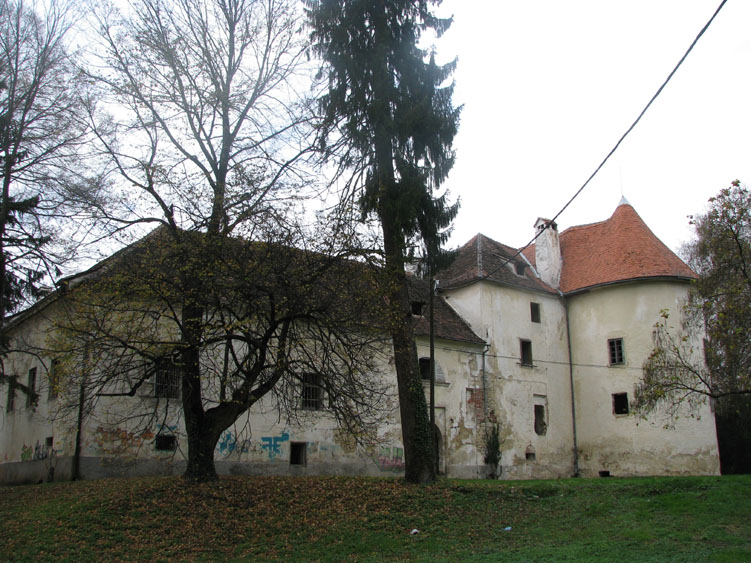
Dvorac Erdödy fu riconvertito come ospizio per bambini prima della seconda guerra mondiale.

Il campo è stato istituito nella città di Jastrebarsko, a circa 37 chilometri a sud-ovest di Zagabria. Questa posizione fu scelta per la sua vicinanza a Zagabria, che ne ridusse l'esposizione all'influenza partigiana e ne facilitò la difesa. Gli edifici destinati ad accogliere i bambini erano: il castello Dvorac Erdödy, il vicino convento francescano e le ex caserme e stalle italiane. Si trovava in un'area che era stata precedentemente presidiata dalle truppe italiane in virtù di un accordo con il governo NDH.
Il castello aveva precedentemente ospitato un ospizio per bambini e, nella primavera e nell'estate del 1941, un campo di transito per ebrei e oppositori politici del regime, in cui furono rinchiusi, torturati e poi trasferiti in altri campi di concentramento. I preparativi per l'accoglienza dei bambini furono completati frettolosamente dalla Croce Rossa croata e dai contadini locali.
A capo dell'amministrazione del campo ci fu una suora, suor Barta Pulherija, membro dell'ordine delle Figlie della Carità di San Vincenzo de' Paoli, e suor Gaudencija fu la direttrice della tenuta del campo. Pulherija era la cognata di Mile Budak, un ideologo appartenente agli Ustaše oltre che alto funzionario NDH. Il personale per il resto fu composto dai membri della Gioventù Ustaše e dalle donne Ustaše.
Il 31 luglio fu istituito un sottocampo a Donja Reka, 3 chilometri a nord di Jastrebarsko, sotto l'amministrazione del campo principale. Fu situato in un'area costituita da un'antica fabbrica di mattoni, oltre che da caserme e scuderie già utilizzate dall'Esercito Italiano. 
Le condizioni di vita in questo sottocampo furono anche peggiori che nel campo principale: senza elettricità, acqua corrente o servizi igienici, il cibo fu estremamente povero, le malattie e la morte furono comuni tra i 2 000 bambini detenuti.

## Operazione

### Trasporto iniziale
All'inizio di luglio 1942, 16 infermiere della Croce Rossa furono inviate da Zagabria al campo di concentramento di Stara Gradiška per raccogliere 650 bambini e portarli a Jastrebarsko. Il viaggio di 135 chilometri da Stara Gradiška a Zagabria durò 24 ore, durante le quali morirono 17 bambini. Durante le procedure di decontaminazione a Zagabria morirono altri 30 bambini. Altri 37 bambini molto malati furono ricoverati in un ospedale di Zagabria, ma morirono anche loro poco dopo. I restanti 566 bambini arrivarono vivi a Jastrebarsko e il campo fu aperto il 12 luglio 1942.

### Ulteriori trasporti
Un secondo gruppo di 770 bambini di Stara Gradiška è seguito dal 13 al 14 luglio, mentre un terzo, composto da altri 850 bambini, è stato trasportato dai campi di concentramento di Mlaka e Jablanac vicino a Jasenovac alla fine del mese. Il 5 agosto sono arrivati da Mlaka altri 800 bambini. L'ultimo gruppo, 150 bambini tutti maschi, è arrivato a Donja Reka dal villaggio di Gornja Rijeka il 14 agosto. In totale, fino al 14 agosto sono arrivati al campo 3.136 bambini. Secondo lo storico Dragoje Lukić, sono passati attraverso il campo un totale di 3.336 bambini durante la sua esistenza, di età compresa tra uno e quattordici anni.
Una sopravvissuta, Dušanka Šmitran, precedentemente detenuta in uno dei sottocampi del complesso del campo di concentramento di Jasenovac, ha dichiarato di essere stata trascinata via da sua madre nel sottocampo e che lei e gli altri bambini erano stati stipati strettamente nei carri ferroviari per il viaggio. All'arrivo a Zagabria, ha detto che sono stati portati all'edificio della Croce Rossa croata dove sono stati lavati, tagliati i capelli e hanno potuto mangiare quanto potevano. Ha osservato che questa è stata l'unica volta in cui sono accadute cose del genere durante la sua permanenza nei campi degli Ustaše.

### Arrivo

I bambini erano vestiti di nero con berretti con il simbolo di Ustaše

All'arrivo, i bambini erano esausti e praticamente nudi. Il loro aspetto era scheletrico, specialmente quelli trasportati da Stara Gradiška: molti avevano la pancia gonfia a causa della malnutrizione, facce pallide e magre, e denti che cadevano. Quasi tutti soffrivano di grave diarrea e la maggior parte aveva più malattie. Alcuni bambini sono morti semplicemente dopo lo sforzo di alzarsi.
Non erano stati organizzati preparativi per l'arrivo del primo trasporto, non era stato messo da parte l'alloggio e non era stato preparato del cibo. I bambini furono collocati in diverse parti del campo in base alle loro condizioni: i più sani e più forti furono ospitati nelle baracche, i più deboli e malati furono ospitati nel castello, i più gravi e quelli che soffrivano di tifo furono alloggiati nel monastero. All'arrivo, i bambini indossavano l'uniforme nera degli Ustaše con i berretti recanti il simbolo degli Ustaše.
L'ex castello comprendeva l'"ospedale" del campo e ospitava circa 300 bambini. Altre 250 ragazze sono state ospitate nella vicina ex caserma italiana. L'area monastica del campo era costituita da tre ex scuderie dell'Esercito Italiano, che contenevano circa 700 ragazzi di età compresa tra i 10 e i 15 anni. Nell'accampamento furono tenuti solo bambini serbi, provenienti da tutto NDH. In precedenza furono tenuti nei campi di Stara Gradiška, Jasenovac, Jablanac, Cerovljani, Mlaka, Gornja Rijeka e nelle aree della Slavonia. Quelli alloggiati nelle baracche non avevano elettricità né acqua corrente e il cibo inizialmente consisteva in poco più che farina di mais.

### Routine del campo e punizioni
Secondo una sopravvissuta, Nada Požega dalla Slavonia, i bambini furono costretti ad andare in chiesa a pregare e dovevano salutare gli altri con il saluto Ustaše Spremni o il saluto nazista Heil Hitler. Quei bambini che non lo facevano furono puniti dalle guardie Ustaše con percosse o con l'isolamento. Požega ha inoltre sottolineato che le suore non trattavano i bambini con simpatia o cura.
Un altro sopravvissuto, Mihajlo Veljić, ha ricordato che le baracche erano recintate con filo spinato e che dormivano sul pavimento ricoperto di paglia. Ha affermato che gli Ustaše hanno cercato di convertire i bambini al cattolicesimo. Temeva personalmente una suora, suor Mercedes, ma tutti i bambini temevano suor Pulherija.
Un altro sopravvissuto, Radomir Krnjajić, ha ricordato che venivano nutriti con una varietà di cibi, tra cui zuppa di zucca, cetrioli, barbabietole e verdure simili, e talvolta ricevevano un po' di maccheroni o fagioli, ma pochissimo pane. Gojko Knežević, un altro sopravvissuto al campo, raccontò molti anni dopo che le suore picchiarono i bambini con rami di betulla immersi in acqua salata o aceto. L'autore ed ex giudice militare Ivan Fumić conclude che i bambini furono sistematicamente puniti per varie infrazioni e furono trattati duramente dagli Ustascia e dalla maggior parte delle suore. Alcune delle suore del campo, tuttavia, dimostrarono affetto e prestarono attenzione ai bambini.

### Risposta umanitaria
In risposta alle precarie condizioni e al cattivo stato di salute dei bambini, la Croce Rossa croata e alcuni locali di Jastrebarsko e Donja Reka, guidati da Tatjana Marinić, insegnante locale, comunista e assistente sociale, raccolsero il cibo e lo distribuirono ai bambini, decorarono le pareti e curarono le loro malattie. Ci volle del tempo prima che gli aiutanti si guadagnassero la fiducia dei bambini a causa del duro trattamento di questi ultimi per mano degli Ustaše, ma gradualmente la loro salute iniziò a migliorare. Gli aiutanti abitavano nel campo e nel sottocampo con i bambini. Pulherija inveì contro questa organizzazione ma non riuscì a fermarlo.

### Malattie e decessi
Lo stato precario della salute dei bambini fu evidente fino a quando 400 soffrivano di dissenteria, 300 avevano il morbillo, 200 avevano il tifo, 200 avevano la difterite e altri 100 avevano la parotite. Molti bambini soffrivano anche di scorbuto a causa della cattiva alimentazione. 
Sulla base delle registrazioni incomplete, i dati mensili sulla mortalità riportati sono: 
- luglio - 153;
- agosto - 216;
- settembre - 67;
- ottobre - 8.

A questi si aggiungono cinque bambini morti in ospedale a Zagabria, per un totale di 449.
Lukić affermò che questa cifra, e la cifra di 468 vittime che è incisa sul monumento alle vittime del campo di Jastrebarsko, non sono affidabili. Cita prove documentali fornite dal becchino locale Franjo Ilovar, le cui note indicano una mortalità molto più alta tra i bambini. Ilovar ha elencato un totale di 768 sepolture di bambini nel cimitero di Jastrebarsko, ma Lukić sottolinea che Ilovar non è stato l'unico becchino a seppellire bambini e inoltre riferisce che lo stesso Ilovar credeva che la cifra sul monumento fosse troppo bassa. Un sopravvissuto intervistato nel 2010 ha citato Ilovar dicendo di aver seppellito 1 018 bambini del campo. Un notiziario nel 2010 affermava che 1 500 bambini sono morti nel campo. Secondo i registri della Croce Rossa croata, dei 1 507 bambini portati a Jastrebarsko, 163 morirono. Quando i bambini morirono, furono posti in casse di zucchero vuote che erano accatastate lungo la recinzione del campo in attesa di essere smaltite.
Lukić osserva che il tasso di mortalità tra i bambini di Jastrebarsko era molto inferiore a quello dei bambini di Stara Gradiška e Sisak per due motivi: in primo luogo, quasi la metà dei bambini a Jastrebarsko erano bambini più grandicelli in grado di far fronte alle dure condizioni, ancora più importante, dalla fine di luglio, ventisei infermiere volontarie della scuola degli insegnanti di Rude vicino a Samobor, insieme a diversi medici e altro personale medico, sotto la guida di Marinić, hanno iniziato a intervenire con l'amministrazione del campo e le guardie Ustaše per migliorare la salute dei bambini.
La propaganda degli Ustaše ha presto approfittato del miglioramento delle condizioni dei bambini.

## Liberazione parziale del campo
I partigiani locali erano stati avvisati della presenza del campo e dei bambini, probabilmente da Branko Davila, un medico che aveva lavorato presso la preesistente casa per bambini. All'alba del 26 agosto 1942, la 4ª brigata partigiana Kordun attaccò il campo e disperse le guardie Ustaše. I bambini sentirono degli spari e cominciarono a gridare che i partigiani erano arrivati: nonostante i tentativi delle suore di nascondere i bambini, le truppe partigiane fecero irruzione negli edifici e salvarono molti bambini. Alcuni dei combattenti hanno persino trovato un fratello o una sorella all'interno del campo. I partigiani diedero ai bambini il cibo che avevano e portarono via dal campo tutti i bambini che potevano camminare.
Secondo Fumić, i bambini più deboli e malati sono stati alloggiati presso compassionevoli contadini locali, ma 350 dei bambini più forti sono stati portati via dai combattenti. Secondo Lukić, un totale di 727 bambini sono stati liberati dal campo, ma alla prima sosta a Svetojanska, le visite mediche di Davila hanno identificato circa 400 bambini deboli e malati che non potevano più camminare e furono riportati a Jastrebarsko. Davila stima che il numero di bambini effettivamente liberati dal campo sia di circa 400 individui.
Durante la marcia attraverso i vigneti e i campi di grano, i bambini emaciati mangiarono quanto poterono. Lukić afferma che i partigiani fecero riposare i bambini rimasti a Žumberak per un giorno, prima di organizzare il loro trasferimento attraverso il fiume Kupa nelle aree liberate della Bosanska Krajina. Secondo un sopravvissuto, Mihajlo Veljić, alcuni dei bambini che furono liberati dal campo dai partigiani nell'agosto 1942 furono collocati presso le famiglie nel distretto di Žumberak e successivamente catturati dagli Ustaše. Alcuni sono stati uccisi e altri sono stati restituiti al campo.

## Chiusura e conseguenze

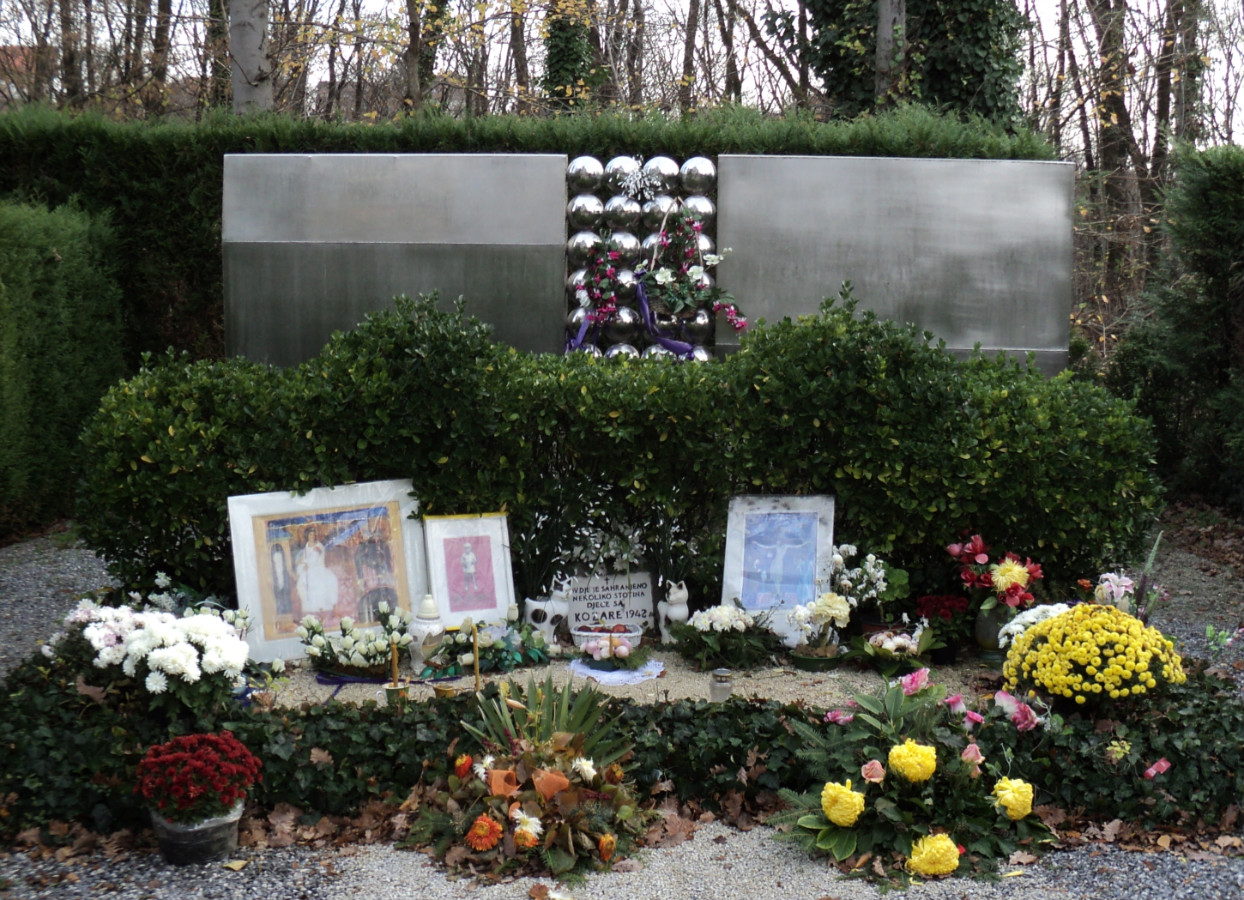
Monumento al Cimitero Mirogoj di Zagabria dedicato ai bambini di Kozara morti nei campi di concentramento degli Ustaše

L'attacco dei partigiani al campo e la loro liberazione di un numero significativo di bambini portò gli Ustaše alla consapevolezza che questo e altri campi simili per bambini non potevano essere mantenuti. Alla fine di ottobre 1942, 500 dei bambini rimasti furono dispersi presso le famiglie dei villaggi circostanti dal gruppo di aiuto cattolico, Caritas. Un totale di 1 637 ragazzi e ragazze sono stati accolti da famiglie a Zagabria, Jastrebarsko e nei villaggi circostanti. Dei restanti bambini, 113 sono stati trasferiti a Bosanska Gradiška. Il campo di Jastrebarsko fu poi smantellato, sebbene il castello continuasse ad ospitare circa 300 bambini malati, molti dei quali vi rimasero fino alla fine della guerra.
Il 15 ottobre 1944, Marinić ha sporto denuncia contro Pulherija e Gaudencija davanti alla Commissione statale croata per la determinazione dei crimini degli occupanti e dei loro sostenitori. Pulherija fuggì in Austria prima della fine della guerra, l'unica suora che lavorava nel campo a farlo. Gaudencija rimase per poi trasferirsi a Lubiana. Sebbene sia stata condannata a morte dai partigiani dopo la liberazione di Zagabria e il suo anno di morte sia il 1945, non esistono prove certe o fonti affidabili che confermino che sia stata effettivamente giustiziata. Nessun tentativo di estradare Pulherija è mai stato fatto. Secondo Fumić, le azioni disumane di Pulherija e di altre suore e il loro ruolo nella morte di molti bambini non è mai stato affrontato ne tanto meno condannato dalla Chiesa Cattolica. Pulherija morì in Austria nel 1981.
Quei bambini sopravvissuti ai campi di Jastrebarsko e Donja Reka lo hanno fatto solo perché le persone preoccupate di Zagabria, Jastrebarsko e dei villaggi circostanti hanno offerto gli aiuti umanitari. Tra coloro che hanno lavorato per alleviare le sofferenze dei bambini c'erano Marinić, Budisavljević e Davila. Un sopravvissuto, Milan Vujić, fu portato via dal campo quando era malato e fu curato fino alla fine della guerra da una famiglia croata a Koprivnica. Non avevano mai accettato il regime degli Ustaše o le sue politiche. Molti croati, ha affermato, hanno accolto e persino adottato i bambini di Jastrebarsko e li hanno trattati con gentilezza.
Il 26 agosto 2010, al 68º anniversario della parziale liberazione del campo da parte dei partigiani, i bambini morti nel campo sono stati commemorati con una cerimonia presso il monumento nel cimitero di Jastrebarsko. Vi hanno partecipato solo 40 persone, principalmente membri dell'Unione dei combattenti antifascisti e degli antifascisti della Repubblica di Croazia. Nessun giornalista, gente del posto, politico o funzionario ha partecipato al memoriale, a parte il vicesindaco locale, Aleksandar Stanić, che ha affermato che la gente del posto "non ha nulla a che fare con quello che è successo nei campi".

### Approfondimenti
- Dragoje Lukić, Rat i djeca Kozare, Belgrade, Yugoslavia, Književne novine, 1990, ISBN 978-86-391-0057-5.
- Group portrait of naked, emaciated children in the Jastrebarsko concentration camp for children, circa 1942–1945, su collections.ushmm.org, United States Holocaust Memorial Museum, courtesy of Memorijalni muzej Jasenovac. URL consultato il 16 giugno 2019.
- Sven Milekic, Serbs Recall Childhood Jailing in Croatian WWII Camp, su balkaninsight.com, Balkan Insight, 25 aprile 2017. URL consultato il 18 giugno 2019.
- (HR) Zdravko Dizdar, Logori na području sjeverozapadne Hrvatske u toku drugoga svjetskog rata 1941—1945. godine, in Journal of Contemporary History, vol. 22, 1–2, Zagabria, Croatian Institute of History, 1990,  pp. 83-110, ISSN 0590-9597 (WC · ACNP). URL consultato il 3 febbraio 2021.